# Alcippe morrisonia
La fulveta carigrís (Alcippe morrisonia) es una especie de ave paseriforme de la familia Pellorneidae propia del sureste de Asia.

## Descripción
Mide unos 15 cm de largo y su cabeza es gris con un anillo ocular blanco y una franja negra que pasa por encima del ojo desde su pico hasta los laterales del cuello. Su dorso es color oliva y las partes ventrales son amarillas.
Su llamada es un débil chi-chi-chu-chui. Suele alimentarse formando parte de bandadas de diversas especies.

## Distribución
Vive todo el año en Taiwán. Habita en bosques montanos de hoja perenne.